# Esgrima als Jocs Olímpics d'estiu de 1920 - espasa per equips masculina
La competició d'espasa per equips masculí va ser una de les sis proves del programa d'esgrima que es van disputar als Jocs Olímpics d'Anvers de 1920. La prova es va disputar el 20 d'agost de 1920, amb la participació de 72 tiradors procedents d'11 nacions diferents.

## Medallistes
| Or | Plata | Bronze |
| ItàliaAldo Nadi · Nedo Nadi · Olivier Abelardo · Giovanni Canova · Dino Urbani · Tullio Bozza · Andrea Marrazzi · Antonio Allochio · Tommaso Constantino · Paolo Thaon di Revel | BèlgicaPaul Anspach · Léon Tom · Ernest Gevers · Félix Goblet d'Alviella · Victor Boin · Joseph De Craecker · Philippe De Beaulieu · Orphile De Montigny | FrançaArmand Massard · Alexandre Lippmann · Gustave Buchard · Georges Casanova · Georges Trombert · Gaston Amson · Émile Moreau |

## Equips
| Bèlgica - Ernest Gevers - Paul Anspach - Félix Goblet d'Alviella - Victor Boin - Joseph De Craecker - Léon Tom - Philippe Le Hardy de Beaulieu - Fernand de Montigny Txecoslovàquia - Jan Černohorský - Otakar Švorčík - Zdeněk Vávra - Josef Jungmann - Josef Javůrek Dinamarca - Otto Bærentzen - Ejnar Levison - Ivan Osiier - Poul Rasmussen - Aage Berntsen - Georg Hegner | França - Alexandre Lippmann - Gustave Buchard - Georges Trombert - Georges Casanova - Louis Moureau - Gaston Amson - Armand Massard Regne Unit - Jack Blake - George Burt - Martin Holt - Robert Montgomerie - Charles Notley - Edgar Seligman Itàlia - Nedo Nadi - Aldo Nadi - Abelardo Olivier - Dino Urbani - Tommaso Constantino - Tullio Bozza - Giovanni Canova - Andrea Marrazzi - Antonio Allochio - Paolo Thaon di Revel | Països Baixos - Arie de Jong - Willem Hubert van Blijenburgh - George van Rossem - Salomon Zeldenrust - Henri Wijnoldy-Daniëls - Jetze Doorman Portugal - António de Menezes - Jorge de Paiva - Rui Mayer - João Sassetti - Henrique da Silveira - Frederico Paredes - Manuel Queiróz Suècia - Nils Hellsten - Gustaf Lindblom - Bertil Uggla - David Warholm | Suïssa - Henri Jacquet - Léopold Montagnier - Franz Wilhelm - Frédéric Fitting - Eugène Empeyta - Louis de Tribolet - John Albaret - Édouard Fitting Estats Units - William Russell - Ray Dutcher - Henry Breckinridge - Arthur Lyon - Robert Sears - Harold Rayner |

## Resultats

### Ronda eliminatòria
| Pos. | Nació          | V | D |
| ---- | -------------- | - | - |
| 1    | França         | 4 | 0 |
| 2    | Suïssa         | 3 | 1 |
| 3    | Estats Units   | 2 | 2 |
| 4    | Regne Unit     | 1 | 3 |
| 5    | Txecoslovàquia | 0 | 4 |

| Pos. | Nació         | V | D | E |
| ---- | ------------- | - | - | - |
| 1    | Bèlgica       | 4 | 1 | 0 |
| 2    | Portugal      | 3 | 1 | 1 |
| 2    | Itàlia        | 3 | 1 | 1 |
| 4    | Països Baixos | 2 | 1 | 2 |
| 5    | Dinamarca     | 1 | 4 | 0 |
| 6    | Suècia        | 0 | 5 | 0 |

### Final
| Pos. | Nació        | V | P | E | Resultats      | Resultats | Resultats | Resultats | Resultats | Resultats |
| Pos. | Nació        | V | P | E | Regne d'Itàlia | BEL       | FRA       | PRT       | CHE       | USA       |
| ---- | ------------ | - | - | - | -------------- | --------- | --------- | --------- | --------- | --------- |
| 1    | Itàlia       | 5 | 0 | 0 | X              | 10-6      | 10-6      | 12-3      | 8-7       | 1-0       |
| 2    | Bèlgica      | 4 | 1 | 0 | 6-10           | X         | 8-6       | 8-5       | 9-7       | 8-6       |
| 3    | França       | 2 | 2 | 1 | 6-10           | 6-8       | X         | 6-6       | 9-5       | 12-2      |
| 4    | Portugal     | 2 | 2 | 1 | 3-12           | 5-8       | 6-6       | X         | 8-5       | 8-4       |
| 5    | Suïssa       | 1 | 4 | 0 | 7-8            | 7-9       | 5-9       | 5-8       | X         | 9-7       |
| 6    | Estats Units | 0 | 5 | 0 | 0-1            | 6-8       | 2-12      | 4-8       | 7-9       | X         |